# Bergedorf
Bergedorf je jihovýchodní předměstí Hamburku ležící na řece Bille, tvořící jeden ze sedmi městských obvodů se zhruba sto dvaceti tisíci obyvateli.
První písemná zmínka o Bergedorfu pochází z roku 1162, městská práva získal roku 1275. Od roku 1420 byl spravován jako kondominium městskými státy Hamburk a Lübeck. V roce 1868 prodali lübečtí svůj podíl Hamburku za dvě sta tisíc tolarů. V roce 1871 se stal Bergedorf součástí sjednoceného Německa, od roku 1938 je hamburskou městskou částí.
Místními pamětihodnostmi jsou zámek (dnes městské muzeum), gotický kostel sv. Petra a Pavla, hvězdárna, památkově chráněná vodárenská věž, větrný mlýn a množství parků. Působí zde fotbalový klub FC Bergedorf 85.
Bergedorfským rodákem byl hudební skladatel Johann Adolf Hasse.
V roce 1842 byla otevřena železniční trať z Bergedorfu do Hamburku, která jako první v severním Německu zajišťovala pravidelnou osobní dopravu.
V letech 1861 až 1868 vydával Bergedorf vlastní poštovní známky. S necelými třemi tisíci obyvateli patřil mezi nejmenší známkové země všech dob, náklad pochopitelně nebyl vysoký a bergedorfské známky tak patří ke sběratelským raritám.